# Luca de la Torre
Lucas Daniel de la Torre (San Diego, 23 mei 1998) is een Amerikaans voetballer van Spaanse afkomst die als middenvelder voor Celta de Vigo speelt.

## Carrière
Luca de la Torre speelde in de jeugd van Nomads SC, San Diego Surf SC en Fulham FC. Hij debuteerde voor Fulham op 9 augustus 2016, in de met 2-3 gewonnen uitwedstrijd tegen Leyton Orient FC in het toernooi om de EFL Cup. Het seizoen erna maakte hij zijn competitiedebuut in de Championship tegen Bolton Wanderers FC, en speelde hij in totaal vijf competitiewedstrijden voor Fulham. De club promoveerde naar de Premier League, waar De la Torre geen speeltijd kreeg. Na de degradatie in 2019 kwam hij in het seizoen 2019/20 in de Championship tot twee invalbeurten. In 2020 vertrok hij nadat zijn contract afgelopen was transfervrij naar Heracles Almelo. Hier tekende hij een contract tot medio 2022 met een optie voor een extra seizoen.
In het seizoen 2021/2022 was hij basisspeler bij Heracles Almelo onder rugnummer 14. Alhoewel hij dit seizoen vaak één van de betere spelers was bij Heracles kon hij niet voorkomen dat Heracles, geheel onverwacht, toch degradeerde naar de Keuken Kampioen Divisie. De la Torre had in de voorgaande winterstop al aangegeven bij de clubleiding dat hij toe was aan een stap hoger. 
Veel Heracles supporters hadden hem graag behouden voor de Zwart-Witten, maar in de zomer van 2022 vertrok hij naar Celta de Vigo. 
Luca de la Torre scoorde twee doelpunten voor Heracles Almelo. Hij deed dat beide keren tegen PEC Zwolle.

## Clubstatistieken
| Seizoen     | Club            | Competitie       | Competitie | Competitie | Competitie | Beker | Beker | Beker | Internationaal | Internationaal | Internationaal | Totaal | Totaal | Totaal |
| Seizoen     | Club            | Competitie       | Wed.       | Dlp.       | Ass.       | Wed.  | Dlp.  | Ass.  | Wed.           | Dlp.           | Ass.           | Wed.   | Dlp.   | Ass.   |
| ----------- | --------------- | ---------------- | ---------- | ---------- | ---------- | ----- | ----- | ----- | -------------- | -------------- | -------------- | ------ | ------ | ------ |
| 2016/17     | Fulham FC       | Championship     | 0          | 0          | 0          | 3     | 0     | 0     | —              | —              | —              | 3      | 0      | 0      |
| 2017/18     | Fulham FC       | Championship     | 5          | 0          | 0          | 0     | 0     | 0     | —              | —              | —              | 5      | 0      | 0      |
| 2018/19     | Fulham FC       | Premier League   | 0          | 0          | 0          | 2     | 1     | 2     | —              | —              | —              | 2      | 1      | 2      |
| 2019/20     | Fulham FC       | Championship     | 2          | 0          | 0          | 2     | 0     | 0     | —              | —              | —              | 4      | 0      | 0      |
| Club Totaal | Club Totaal     | Club Totaal      | 7          | 0          | 0          | 7     | 1     | 2     | 0              | 0              | 0              | 14     | 1      | 2      |
| 2020/21     | Heracles Almelo | Eredivisie       | 32         | 1          | 2          | 1     | 0     | 1     | —              | —              | —              | 33     | 1      | 3      |
| 2021/22     | Heracles Almelo | Eredivisie       | 34         | 1          | 1          | 2     | 0     | 1     | —              | —              | —              | 36     | 1      | 2      |
| Club Totaal | Club Totaal     | Club Totaal      | 66         | 2          | 3          | 3     | 0     | 2     | 0              | 0              | 0              | 69     | 2      | 5      |
| 2022/23     | Celta de Vigo   | Primera División | 28         | 0          | 2          | 2     | 1     | 0     | —              | —              | —              | 30     | 1      | 2      |
| 2023/24     | Celta de Vigo   | Primera División | 31         | 1          | 5          | 4     | 2     | 1     | —              | —              | —              | 35     | 3      | 6      |
| 2024/25     | Celta de Vigo   | Primera División | 1          | 0          | 0          | 1     | 0     | 1     | —              | —              | —              | 2      | 0      | 1      |
| Club Totaal | Club Totaal     | Club Totaal      | 60         | 1          | 7          | 7     | 3     | 2     | 0              | 0              | 0              | 67     | 4      | 9      |
| TOTAAL      | TOTAAL          | TOTAAL           | 133        | 3          | 10         | 17    | 4     | 6     | 0              | 0              | 0              | 150    | 7      | 16     |

## Interlandcarrière
Luca de la Torre was Amerikaans jeugdinternational. Hij won met Verenigde Staten onder 20 het CONCACAF-kampioenschap onder 20 in 2017, en bereikte in hetzelfde jaar de kwartfinale van het wereldkampioenschap in dezelfde leeftijdscategorie. In 2018 werd hij voor het eerst geselecteerd voor het voetbalelftal van de Verenigde Staten. Hij debuteerde op 2 juni 2018 in de met 2-1 verloren oefenwedstrijd tegen Ierland, waarin hij in de 77e minuut inviel voor Rubio Rubin.